# SC Preußen Stettin
SC Preußen Stettin (celým názvem: Sport-Club Preußen 1901 Stettin) byl německý sportovní klub, který sídlil v pomořanském městě Stettin (dnešní Szczecin v Západopomořanském vojvodství). Založen byl v roce 1901, zanikl v roce 1937 po fúzi s 1. Stettiner Borussia-Poseidon. Klubové barvy byly černá a bílá.
Své domácí zápasy odehrával na stadionu Hans-Peltzer-Kampfbahn.

## Historické názvy
Zdroj: 
- 1901 – FC Preußen Stettin (Fußball‑Club Preußen Stettin)
- 1905 – SC Preußen Stettin (Sport-Club Preußen 1901 Stettin)
- 1937 – fúze s 1. Stettiner Borussia-Poseidon ⇒ vznik SV Preußen-Borussia Stettin

## Umístění v jednotlivých sezonách
Stručný přehled
Zdroj: 
- 1933–1937: Gauliga Pommern West

Jednotlivé ročníky
Zdroj: 
Legenda: Z - zápasy, V - výhry, R - remízy, P - porážky, VG - vstřelené góly, OG - obdržené góly, +/- - rozdíl skóre, B - body, červené podbarvení - sestup, zelené podbarvení - postup, fialové podbarvení - reorganizace, změna skupiny či soutěže
| Velkoněmecká říše (1933 – 1937) |                      |        |    |   |   |   |    |    |     |    |        |
| Sezóny                          | Liga                 | Úroveň | Z  | V | R | P | VG | OG | +/- | B  | Pozice |
| 1933/34                         | Gauliga Pommern West | 1      | 12 | 7 | 1 | 4 | 27 | 40 | -13 | 15 | 3.     |
| 1934/35                         | Gauliga Pommern West | 1      | 12 | 6 | 1 | 5 | 37 | 33 | +4  | 13 | 4.     |
| 1935/36                         | Gauliga Pommern West | 1      | 12 | 6 | 0 | 6 | 22 | 25 | -3  | 12 | 4.     |
| 1936/37                         | Gauliga Pommern West | 1      | 12 | 6 | 0 | 6 | 19 | 23 | -4  | 12 | 4.     |